# 波洛夸内地方自治市
波洛夸内地方自治市或簡稱波洛夸内自治市，是位於南非林波波省摩羯區的地方自治市。其與波洛夸内共享名稱。
波洛夸内自治市佔林波波省總面積的3%；然而，林波波省超過10%的人口居住在自治市內。該自治市是林波波省的經濟中心，並擁有摩羯區中最高的人口密度。就其構成而言，波洛夸内自治市的城市化比率為23%，而農村比率則為71%。市內最大的社區部門在農村的部落村莊，而其餘則位於城市區域內。

## 城市和定居點
自治市空間格局反映了歷史上種族隔離城市的模式，其特點是隔離的定居點。波洛夸内經濟中心位於該地區的中心，包括中央商務區、工業區、一系列社會服務以及完善的正規城市區域，以為波洛夸内更富裕的居民提供服務。
位於郊區的幾個集群是不太正規的定居點區域，這些區域正經歷農村城市移民趨勢的巨大涌入。這些地區迫切需要將包括社會與工程等的服務以及基礎設施升級，並且正在努力以應對越來越多希望獲得改善的質量和生活水平的人的非正式湧入。

## 政治
自治市市議會由聯立制選出的90名議員組成。當中45名議員通過45個選區的領先者當選制選舉產生，而其餘45名議員則從政黨名單中選出，因此政黨代表總數與選票總數成正比。在2016年8月3日的選舉中，非洲人國民大會贏得市議會的多數席位。
下表顯示了2016年選舉的結果：
| 政黨 | 政黨           | 選票    | 選票    | 選票    | 選票  | 席位 | 席位 | 席位 |
| 政黨 | 政黨           | 選區    | 名單    | 合計    | %     | 選區 | 名單 | 合計 |
| ---- | -------------- | ------- | ------- | ------- | ----- | ---- | ---- | ---- |
|      | 非洲人國民大會 | 92,434  | 92,549  | 184,983 | 57.2  | 40   | 12   | 52   |
|      | 經濟自由戰士   | 45,463  | 45,838  | 91,301  | 28.2  | 1    | 25   | 26   |
|      | 民主聯盟       | 17,872  | 17,651  | 35,523  | 11.0  | 4    | 6    | 10   |
|      | 自由陣線加     | 1,407   | 1,398   | 2,805   | 0.9   | 0    | 1    | 1    |
|      | 人民大會       | 933     | 831     | 1,764   | 0.5   | 0    | 1    | 1    |
|      | 無黨籍         | 867     | –       | 867     | 0.3   | 0    | –    | 0    |
|      | 其他政黨       | 2,834   | 3,527   | 6,361   | 2.0   | 0    | 0    | 0    |
| 合計 | 合計           | 161,810 | 161,794 | 323,604 | 100.0 | 45   | 45   | 90   |
| 廢票 | 廢票           | 2,519   | 2,541   | 5,060   |       |      |      |      |

在2016年11月9日舉行的補選中，經濟自由戰士候選人在其中一個選區贏得非國大之前持有的議席。市議會議席組成如下所示進行重新分配：
| 政黨 | 政黨           | 選區 | 名單 | 合計 |
| ---- | -------------- | ---- | ---- | ---- |
|      | 非洲人國民大會 | 39   | 12   | 51   |
|      | 經濟自由戰士   | 2    | 25   | 27   |
|      | 民主聯盟       | 4    | 6    | 10   |
|      | 人民大會       | 0    | 1    | 1    |
|      | 自由陣線加     | 0    | 1    | 1    |
| 合計 | 合計           | 45   | 45   | 90   |

## 人口
截至2007年，波洛夸内地方市約有561,772人。1996年至2001年的增長數據顯示，自治市平均每年增加約3.27%的人口。這種增長大部分原因是其他不同農村及市區的人湧入波洛夸内，因為他們認為那裡存在更多就業和更多經濟財富。
79%家庭的電力使用於照明、62%用於烹飪、58%用於取暖。
2007年，94.1%的人口是黑人、4.8%為白人、1.1%為有色人、印度人或亞裔。

### 種族群體
| 年份 | 總人口    | 黑人百分比 | 白人百分比 | 其他族群百分比（多為有色人或亞裔） |
| ---- | --------- | ---------- | ---------- | ---------------------------------- |
| 2001 | 508,277   | 92.41%     | 6.1%       | 1.49%                              |
| 2007 | 561,772 ▲ | 94.1% ▲    | 4.8% ▼     | 1.1% ▼                             |

## 教育
林波波大學的特伏魯普校區位於曼克威恩，茨瓦內科技大學在波洛夸内設有衛星校區。
儘管近年來該自治市的總體教育水平略有提高，但仍然只有24%的人口達到了12年級的教育水平，而達到高等教育資格的人則更加只有5.7%。由於教育水平低及多數人口基本沒有技能，大量居民收入只有很少甚至根本沒有，貧困是自治市的一大難題。

## 外部連結
- Polokwane Municipality: Official Website* . Polokwane Local Municipality.   [2009-07-29].